# (471921) 2013 FC28
(471921) 2013 FC28 ist ein großes transneptunisches Objekt im Kuipergürtel, das bahndynamisch als erweitertes Scattered Disk Object (DO) oder als Cubewano (CKBO) eingestuft wird. Aufgrund seiner Größe gehört der Asteroid möglicherweise zu den Zwergplanetenkandidaten.

## Entdeckung
2013 FC28 wurde am 17. März 2013 von Scott Sheppard und Chad Trujillo am mit dem 4,0–m–Víctor M. Blanco–Teleskop (DECam) am Cerro Tololo-Observatorium (Chile) entdeckt. Die Entdeckung wurde am 17. Mai 2014 bekanntgegeben, der Planetoid erhielt später von der IAU die Kleinplaneten-Nummer 471921.
Nach seiner Entdeckung ließ sich 2013 FC28 auf Fotos bis zum 21. März 1999, die im Rahmen des Sloan Digital Sky Survey–Programmes (SDSS) am Apache-Point-Observatorium (New Mexico) gemacht wurden, zurückgehend identifizieren und so seinen Beobachtungszeitraum um zwanzig Tage verlängern, um so seine Umlaufbahn genauer zu berechnen. Seither wurde der Planetoid durch verschiedene erdbasierte Teleskope beobachtet. Im April 2017 lagen insgesamt 48 Beobachtungen über einen Zeitraum von 17 Jahren vor. Die bisher letzte Beobachtung wurde im März 2015 am Pan-STARRS-Teleskop (Maui) durchgeführt. (Stand 12. März 2019)

## Eigenschaften

### Umlaufbahn
2013 FC28 umkreist die Sonne in 312,00 Jahren auf einer leicht elliptischen Umlaufbahn zwischen 42,19 AE und 49,81 AE Abstand zu deren Zentrum. Die Bahnexzentrizität beträgt 0,083, die Bahn ist 16,28° gegenüber der Ekliptik geneigt. Derzeit ist der Planetoid 42,40 AE von der Sonne entfernt. Das Perihel durchläuft er das nächste Mal 2108, der letzte Periheldurchlauf dürfte also im Jahre 1796 erfolgt sein.
Marc Buie (DES) klassifiziert den Planetoiden als erweitertes SDO (ESDO bzw. DO), während vom Minor Planet Center keine spezifische Einstufung existiert; letzteres ordnet ihn als Nicht–SDO und allgemein als «Distant Object» ein. Das Johnston’s Archive führt ihn dagegen als Cubewano auf, wobei er zu den bahndynamisch «heißen» klassischen KBO gehören würde.

### Größe und Rotation
Derzeit wird von einem Durchmesser von 373 km ausgegangen, basierend auf einem Rückstrahlvermögen von 8 % und einer absoluten Helligkeit von 5,6 m. Ausgehend von einem Durchmesser von 373 km ergibt sich eine Gesamtoberfläche von etwa 437.000 km2. Die scheinbare Helligkeit von 2013 FC28 beträgt 22,15 m.
Da es denkbar ist, dass sich 2013 FC28 aufgrund seiner Größe im hydrostatischen Gleichgewicht befindet und somit weitgehend rund sein könnte, erfüllt er möglicherweise die Kriterien für eine Einstufung als Zwergplanet. Mike Brown geht davon aus, dass es sich bei 2013 FC28 um vielleicht einen Zwergplaneten handelt.
| Jahr                                         | Abmessungen km | Quelle   |
| -------------------------------------------- | -------------- | -------- |
| 2018                                         | 404,0          | Johnston |
| 2018                                         | 373,0          | Brown    |
| Die präziseste Bestimmung ist fett markiert. |                |          |